# ТЕС Бреймар 1
ТЕС Бреймар 1 – теплова електростанція у австралійському штаті Квінсленд.
В 2006 році на майданчику станції ввели в дію три встановлені на роботу у відкритому циклі газові турбіни потужністю по 168 МВт.
Як паливо використовують природний газ, що надходить по трубопроводу Тіптон-Вест/Даандайн – Бреймар – Кондамайн.
Видача продукції відбувається під напругою 275 кВ до розташованої неподалік підстанції 275/330 кВ, що обслуговує систему Queensland – New South Wales Interconnector (QNI), яка призначена для поставок електроенергії до штату Новий Південний Уельс. При цьому з огляду на зазначену підстанцію в другій половині 2000-х окрім ТЕС Бреймар 1 поряд з нею розмістили ТЕС Бреймар 2 та ТЕС Дарлінг-Даунз.